# Phalaenopsis 'Daryl Lockhart'
Phalaenopsis 'Daryl Lockhart' est un cultivar hybride artificiel d'orchidées, du genre Phalaenopsis, obtenu par Lockhart en 1975

## Parenté
Phal. 'Daryl Lockhart' = Phalaenopsis 'Spica' × Phalaenopsis 'Suemid'

## Descendance
Phalaenopsis 'Baldan's kaleïdoscope' = Phalaenopsis 'Hausermann's Candy' × Phal. 'Daryl Lockhart'.